# Geibos
Geibos − wieś na Litwie, w okręgu uciańskim, w rejonie ignalińskim, w gminie Kozaczyzna. W 2011 roku była wyludniona.